# 德文·奧利佛
德文·麦克尔·奧利佛（1992年7月2日—）為美國男子籃球運動員，現效力於法國籃球甲級聯賽SLUC南錫。
奧利佛的暱稱D-MO源自於他的全名Devin Michael Oliver的第一個字母。2010年奧利佛帶領卡拉馬祖中央高中拿下密西根州州冠軍，大學奧利佛沒有選擇父母的母校西密歇根大學，而是選擇就讀戴頓大學。
2021年6月17日，B2聯賽仙台89人宣布與奧利佛達成2021-22賽季合約協議。2022年7月7日，B1聯賽橫濱海盜宣布與奧利佛簽訂2022-23賽季合約。2023年6月2日，橫濱海盜宣布與奧利佛簽訂2023-24賽季延續合約。2024年8月3日，台灣職業籃球大聯盟臺北台新戰神宣布奧利佛加盟球隊。11月27日，臺北台新戰神宣布奧利佛離隊，奧利佛出賽五場，場均可貢獻16.8分、10.4籃板、2.2助攻。11月29日，法國籃球甲級聯賽SLUC南錫引進奧利佛。
2025年6月12日，B3聯賽埼玉野馬宣布與奧利佛達成2025-26賽季合約

## 外部連結
- 德文·奧利佛在fiba.basketball（英语）
- 德文·奧利佛在TBLStat.net（英语）
- 德文·奧利佛在法國籃球甲級聯賽官網（法语）
- 德文·奧利佛在德國籃球甲級聯賽官網（德语）
- 德文·奧利佛在亞得里亞海聯賽官網（英语）
- 德文·奧利佛在B.LEAGUE官網（日语）
- 德文·奧利佛在台灣職業籃球大聯盟官網
- 德文·奧利佛在Basketball-Reference.com（國際）（英语）
- 德文·奧利佛在Sports-Reference.com（NCAA）（英语）
- 德文·奧利佛在Eurobasket.com（球員）（英语）
- 德文·奧利佛在Proballers（英语）
- 德文·奧利佛在RealGM（球員）（英语）
- 德文·奧利佛在Flashscore（英语）